# Салаш Ђорђевић (Палић)
Салаш Ђорђевић се налази на заобилазном путу на Палићу, на самом уласку са аутопута Е 75 на искључењу Суботица - исток. Власница Салаша Ђорђевић је Биљана Ђорђевић. Салаш је на адреси Шупљак 277 б, Палић.

## О салашу
Салаш Ђорђевић је изграђен 1950. године, а садашњи власници су га купили 2004. године.
Салаш Ђорђевић се протеже на око 8 ха земље на којој постоји око 3.000 комада садница, цвећа, грмља, украсних трава па је као такав препознатљив по зеленилу.
У склопу салаша је велики ресторан за 250 особа, рибарска кућа на језеру за мања славља (унутра може да прими до 30, а напољу 80 особа), са понтоном, славска кућа капацитета до 50 особа, велика тераса уз језеро. Постоји могућност и формирања шатора за велика славља до 400 гостију. 

## Смештај
На салашу је омогућен смештај гостију у собама које су опремљене у етно стилу, и на располагању је до 20 смештајних јединица.
Постоје одвојене куће које имају своје препознатљиве називе:
- Под Драшковом стрејом - чине је три собе, а кућа је добила име по Драшку Ређепу који годинама долази у овај смештај;
- Кућа писаца али и младенаца - чине је две собе, а најчешће је смештај младенаца;
- Кућа спортиста - чине је три собе и у њој најчешће бораве спортисти;
- Славска кућа - кућа у којој је смештена рецепција, заједничка просторија за доручак, тј. трпезарија.